# Oberursel U.I
L'Oberursel U.I era un motore aeronautico rotativo a nove cilindri raffreddati ad aria, prodotto dall'azienda tedesco imperiale Motorenfabrik Oberursel negli anni dieci del XX secolo.

## Storia
Copia non autorizzata del Gnome Delta "Monosoupape" (monovalvola) prodotto dall'azienda francese Gnome et Rhône, che la Oberursel produceva su licenza in Germania prima dell'avvio del conflitto, l'U.I era caratterizzato da una disposizione radiale a singola stella dei cilindri e dalla presenza di un'unica valvola a fungo per ogni cilindro.
L'Oberursel U.I era così designato in base alla potenza nominale erogata in ottemperanza alla normativa introdotta dall'Idflieg, in quanto andava ad occupare la fascia di potenza di 80 - 100 PS (59 - 73,5 kW).

## Velivoli utilizzatori
Germania
- AGO DV.3
- Euler D.I
- Euler D.II
- Fokker A.I
- Fokker D.II
- Fokker D.V
- Fokker E.II
- Fokker E.III
- Pfalz A.II
- Pfalz E.II
- Pfalz E.III
- Pfalz E.VI
- Siemens-Schuckert E.III